# A gonosz érintése
A gonosz érintése (eredeti cím: Touch of Evil) 1958-ban bemutatott bűnügyi filmdráma. Orson Welles alkotását tekintik a klasszikus film noir korszak utolsó darabjának. A forgatókönyvet Whit Masterson Badge of Evil (1956) című regénye alapján maga Welles írta, aki az egyik főszereplő megformálója is egyben. A további szerepekben Charlton Heston, Janet Leigh, Joseph Calleia, Akim Tamiroff, Marlene Dietrich és Gábor Zsazsa látható.
Welles A sanghaji asszony (1948) kedvezőtlen fogadtatása miatt hosszú ideje nemkívánatos figurának számított a Hollywoodban. Charlton Heston közbenjárására mégis lehetőséget kapott arra, hogy ismét Amerikában forgathasson. Bár szűkebb, B-filmes költségvetéssel volt kénytelen dolgozni, a forgatáson szabad kezet kapott. Azonban az Universal Picturesnél nem ismerték fel a mű valódi értékét és „csonkításra ítélt fércműként” kezelték: a teljes filmet újravágták, sőt további jeleneteket is forgattak hozzá. Welles eredeti változata helyett egy teljesen átszabott mű került a mozikba. Hogy milyen volt Welles eredetije, már sohasem fogjuk megtudni, ez a változat ugyanis elveszett. Bár a stúdió nem fordított nagy figyelmet a forgalmazására, bemutatása mégis feltűnést keltett, különösen Európában. Az 1958-as brüsszeli világkiállításon nagydíjat nyert. 1976-ban egy 15 perccel bővebb, 1998-ban pedig egy újraszerkesztett változat készült belőle, azzal a szándékkal, hogy megkíséreljék a rendező eredeti verziójához legközelebb álló mű újraalkotását. A gonosz érintéséből, mely a rendező utolsó amerikai filmje volt, idővel kultuszfilm lett és mára a filmtörténet egyik jeles alkotásaként tartják számon, melyet 1993-ban a Kongresszusi Könyvtár filmmegőrzési bizottsága kulturális, esztétikai és történelmi jelentősége miatt beválasztotta a Nemzeti filmregiszterbe.

## Cselekmény
Az amerikai-mexikói határon egy járműben elhelyezett időzített bomba felrobban, két ember meghal. Miguel Vargas mexikói különleges ügyész (Charlton Heston), aki új amerikai feleségével, Susie-val (Janet Leigh) a városban tölti nászútját, érdeklődést mutat a nyomozás iránt, amelyet a veterán rendőrkapitány, Hank Quinlan (Orson Welles) és odaadó, fanatikusan hűséges asszisztense, Pete Menzies (Joseph Calleia) vezet. Quinlan gyógyulófélben lévő alkoholista és mexikóellenes fanatikus. Egy lábát már régen elvesztette, és most egy műlábbal és bottal jár. Belekeveri Sanchezt, egy fiatal mexikói férfit, aki titokban feleségül vette az áldozat lányát. A Sanchez lakásán tartott kihallgatás során Menzies két rúd dinamitot talál a fürdőszobában egy cipősdobozban. Vargas, aki néhány perccel korábban véletlenül felborította a cipősdobozt, és üresen találta, Quinlant vádolja a dinamit elhelyezésével, és gyanítani kezdi, hogy számos korábbi esetben hamis bizonyíték segítségével tartóztatott le embereket. Quinlan dühösen elutasítja Vargas vádját.
Joe Grandi, a Vargas által vizsgált bűncsalád megbízott vezetője közös nevezőre jut Quinlannal Vargas ellen, és Quinlant alkohollal kínálja, miközben jól tudja, hogy leszokott az alkoholról. Grandi utasítja a családját, hogy fogják el és drogokkal kábítsák el Susie-t; amíg a lány eszméletlen, ő és Quinlan bezárják őt egy hotelszobába. Quinlan ezután meggyilkolja Grandit, és a holttestet otthagyja Susie-val együtt; azonban a szobájában hagyja a botját is. Amikor Susie felébred, és meglátja a holttestet, segítségért kiált, és a gyilkosság gyanújával letartóztatják, ami feldühíti Vargast. A szobát átkutatva Menzies megtalálja Quinlan botját, és rájön, hogy Quinlan az igazi gyilkos.
Vargas, áttekintve Quinlan korábbi ügyeit, megerősíti a gyanúját, hogy Quinlan számos ügyben bizonyítékokat hamisított. Szembesíti felfedezésével Menzies-t, aki beleegyezik, hogy bedrótozva próbáljon vallomást kicsikarni Quinlanből. A találkozó balul sül el: Quinlan visszhangot hall Vargas felvevőkészülékéből, és rájön, hogy Menzies elárulja őt. Ekkor lelövi Menzies-t. Ezután Vargasra céloz, de a haldokló Menzies még azelőtt lelövi Quinlant, mielőtt az tüzelhetett volna. Susie-t felmentik. Amikor Quinlan meghal, kiderül, hogy Sanchez beismerte az eredeti robbantást, és hogy Quinlan erőfeszítései mind hiábavalóak voltak.

## Szereplők
| Szerep                     | Színész                                   | Magyar hangja (1. szinkron, 1968) | Magyar hangja (2. szinkron) |
| -------------------------- | ----------------------------------------- | --------------------------------- | --------------------------- |
| Ramon Miguel „Mike” Vargas | Charlton Heston                           | Fülöp Zsigmond                    | Mihályi Győző               |
| Susan Vargas               | Janet Leigh                               | Dallos Szilvia                    | Zakariás Éva                |
| Hank Quinlan százados      | Orson Welles                              | Képessy József                    | Papp János                  |
| Pete Menzies őrmester      | Joseph Calleia                            | (n. a.)                           | Fodor Tamás                 |
| Joe Grandi gengszterfőnök  | Akim Tamiroff                             | (n. a.)                           | Hollósi Frigyes             |
| Adair ügyész               | Ray Collins                               | (n. a.)                           | Versényi László             |
| Pancho                     | Val de Vargas                             | (n. a.)                           | Csőre Gábor                 |
| Al Schwartz                | Mort Mills                                | (n. a.)                           | Rosta Sándor                |
| Sztriptízbár-tulajdonos    | Zsa Zsa Gabor                             | (n. a.)                           | Peller Anna                 |
| 10 Tana                    | Marlene Dietrich                          | (n. a.)                           | Kútvölgyi Erzsébet          |
| Marcia Linnekar            | Joanna Cook Moore                         | (n. a.)                           | (n. a.)                     |
| Éjszakás recepciós         | Dennis Weaver                             | (n. a.)                           | (n. a.)                     |
| Manolo Sanchez             | Victor Millan                             | (n. a.)                           | (n. a.)                     |
| Risto                      | Lalo Rios                                 | (n. a.)                           | (n. a.)                     |
| Blaine                     | Phil Harvey                               | (n. a.)                           | (n. a.)                     |
| Zita                       | Joi Lansing                               | (n. a.)                           | (n. a.)                     |
| Pete Gould rendőrfőnök     | Harry Shannon                             | (n. a.)                           | (n. a.)                     |
| Casey                      | Rusty Wescoatt                            | (n. a.)                           | (n. a.)                     |
| Bandatagok                 | Wayne Taylor Ken Miller Raymond Rodriguez | (n. a.)                           | (n. a.)                     |
| Ginnie                     | Arlene McQuade                            | (n. a.)                           | (n. a.)                     |
| Határőr                    | Dan White                                 | (n. a.)                           | (n. a.)                     |
| Huligán                    | Mercedes McCambridge                      | (n. a.)                           | (n. a.)                     |
| Howard Frantz              | William Tannen                            | (n. a.)                           | (n. a.)                     |
| Halottkém                  | Joseph Cotten                             | (n. a.)                           | (n. a.)                     |

További magyar hangok (2. szinkron): Cs. Németh Lajos, Csupics Mária, Gruber Hugó, Imre István, Kajtár Róbert, Karácsonyi Zoltán, Kolovratnik Krisztián, Makranczi Zalán, Pálmai Szabolcs, Réti Szilvia, Szabó Máté, Tompa Ádám, Várday Zoltán

## Előkészületek, forgatás
1956 márciusában jelent meg Whit Masterson Badge of Evil című bűnügyi regénye, amelyről általában kedvező kritikák születtek, és az eladások is élénkek voltak. Edward Muhl, a Universal-International produkciós vezetője úgy vélte, hogy a regényt megérné filmre vinni. Muhl a Curtis Brown irodalmi ügynökségen keresztül megvásárolta a filmjogokat. 1956 áprilisában a Los Angeles Times beszámolt, hogy a filmjogokat megvásárolták, és Albert Zugsmith-t (akit a "B-filmek királyaként" ismertek) jelölték ki producernek. 1956 áprilisában Zugsmith megbízta Paul Monash televíziós forgatókönyvírót, hogy egy hónapon belül írja meg a forgatókönyvet. Zugsmith-nek nem nyerte el a tetszését Monash forgatókönyve, és ideiglenesen leállította a projektet. 1956 decemberében Zugsmith kapott egy feljegyzést Mel Tuckertől, a Universal vezetőjétől, aki a Badge of Evil filmadaptációjáról érdeklődött, és felvetette, hogy esetleg Charlton Heston játszhatná a főszerepet.

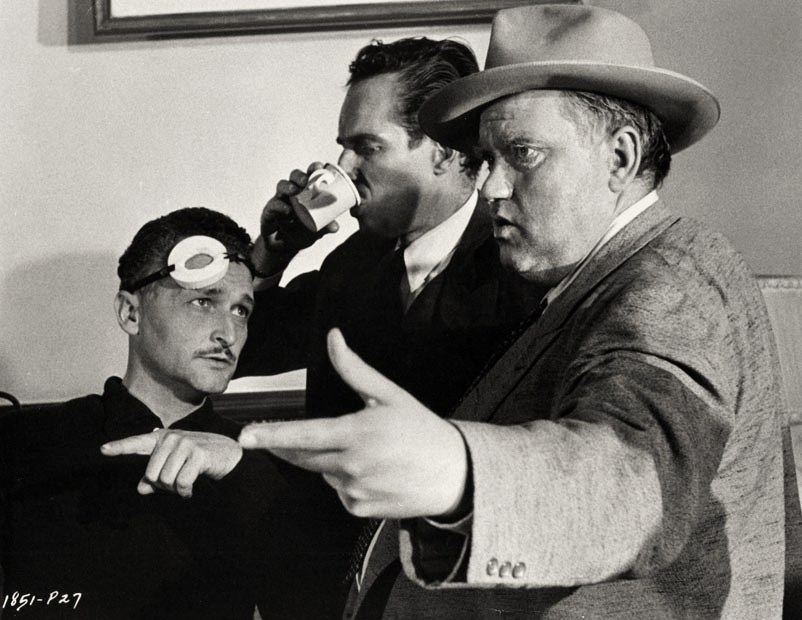
Charlton Heston (középen) és Orson Welles (jobbra) a forgatáson

Két történet is ismert arról, hogy hogyan lett Welles a film rendezője. Az egyik szerint Wellest eredetileg csak Quinlan szerepére kérték fel. A forgatókönyvíró és a rendező is más lett volna. Az Universal mindenképpen azt szerette volna, ha Heston játssza az egyik főszerepet, azonban a színész csak úgy volt hajlandó aláírni a szerződést, ha már van rendezője a filmnek. Amikor értesült arról, hogy Welles is játszik a filmben nagyon megörült. Jelezte a stúdiónak, hogy szívesebben vállalná a szerepet, ha maga Welles lenne a rendező. A film producere Albert Zugsmith ragaszkodott Hestonhoz és a kedvében akart járni, ezért beleegyezett, hogy Welles legyen a film rendezője és forgatókönyvírója is.
Egy másik változat szerint Welles korábban együtt dolgozott Albert Zugsmith producerrel a Man in the Shadow (1957) forgatásán. Welles szívesen rendezett volna egy újabb filmet a producernek. Zugsmith egy csomó forgatókönyvet küldött a rendezőnek. Welles arra kérte Zugsmith-t, hogy a legrosszabb szkirptet adja neki, ugyanis így szerette volna bizonyítani, hogy egy rossz történetből is képes jó filmet forgatni. A producer a Badge of Evil munkacímű forgatókönyvet választotta, mely Whit Masterson azonos című regénye alapján íródott. Még abba is beleegyezett, hogy nem kap külön gázsit a forgatókönyvért és a rendezésért.

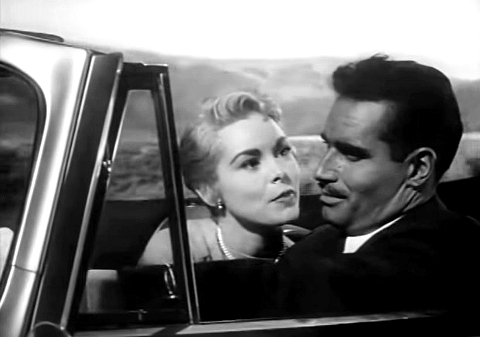
Susan Vargas (Janet Leigh) és Ramon Miguel „Mike” Vargas (Charlton Heston)

Welles teljesen átírta a forgatókönyvet. Felcserélte a két főszereplő figuráját, így lett Heston amerikai ügyészből mexikói rendőr, Leigh pedig pont fordítva: mexikóiból amerikai. A helyszín is módosult, az eredetileg Kaliforniában játszódó cselekményt végül a mexikói határra helyezte. A Heston filmbeli feleségét alakító Janet Leigh visszaemlékezései szerint a forgatás jó hangulatban telt, már két héttel a forgatás előtt elvonultak próbálni és a forgatókönyvet ez idő alatt is folyamatosan változtatták, csiszolták. A színésznő szerint Welles nyitott volt a színészek javaslataira és nem ragaszkodott feltétel nélkül a saját elképzeléseihez. Bár Welles már kezdett meghízni, de Quinlan hiteles megformálásához erőteljes sminkkel és majd 30 kilónyi műhájjal, testprotézissel kövérítették a színészt, annak érdekében, hogy hitelesen tudjon alakítani egy a szerepe szerint 20 évvel idősebb, elhízott férfit. Janet Leigh a forgatás előtt eltörte a bal karját, ezért a felvételek során az egyik stábtag segítségével helyettesítették a színésznő begipszelt karját.
A szálloda recepciósának szerepét kifejezetten Dennis Weaver számára írták, akivel Welles már a Gunsmoke (1955) című film óta szeretett volna forgatni.
Welles nem csak szabad kezet kapott a forgatás során, de a költségek miatt sem kellett aggódnia. Bár a költségvetés kisebb volt mint egy A kategóriás produkció esetében, de ez nem korlátozta a rendezőt elképzelései megvalósításában. Az Universal kérése ellenére is ragaszkodott hozzá, hogy eredeti helyszíneken forgathasson, egyedül a tijuanai jeleneteket kellett a kaliforniai Venice-ben felvenni, mert nem kaptak engedélyt a forgatásra. A nyitójelenet, mely egyetlen vágás nélküli snittből áll, leforgatása komoly megpróbáltatás volt. A mára már klasszikussá vált felvétel egy egész éjszakán át tartó próbálkozás eredménye. A vámost alakító színész folyamatosan elrontotta a szöveget, ezért többször is újra kellett venni az egész jelenetet. Welles mindenáron szerette volna ha még hajnal előtt végezni tudnak. Állítólag az utolsó felvétel volt az, ami végül bekerült a filmbe.

## A film változatai

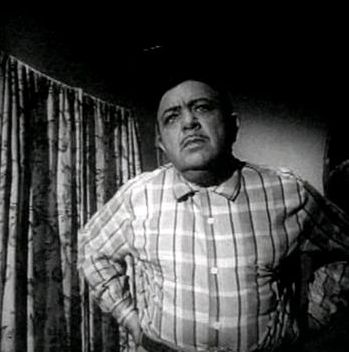
Joe Grandi (Akim Tamiroff)

### 1958-as változat
Welles 1957 júniusában végzett a vágási és utómunkálatokkal, majd elküldte a filmet az Universal stúdiónak. Az Universal nem volt elégedett az eredménnyel és jelentős mértékben megvágta Welles filmjét. Több jelenetet is kivágtak, valamint több jelenet újraforgatását is elrendelték. Welles álláspontja szerint az újraforgatás a tudta és beleegyezése nélkül történt, míg a stúdió szerint Welles nem volt hajlandó leforgatni a kért jeleneteket. Ezért az Universal egy másik rendezőt, Harry Kellert kérte fel, hogy végrehajtsák a szükséges változtatásokat. Keller nem csupán újraforgatta a jeleneteket, hanem újravágta az egész filmet, és több újonnan felvett jelenettel egészítette ki azt. A film legendás 3 perc 20 másodperces vágás nélküli nyitójelenete sem úszta meg változtatások nélkül. Welles eredeti szándéka szerint a film ezzel a hosszú snittel indult volna, stáblista valamint filmzene nélkül. Azonban a moziváltozatba stáblistával és Henry Mancini zenéjével kiegészítve került.
Welles, miután megtekintette Keller verzióját, egy 58 (!) oldalas levelet írt az Universalnak, melyben nemtetszését fejezte ki a változtatások miatt. Egyrészt úgy vélte, hogy korlátozták alkotói szabadságában, másrészt véleménye szerint a Keller által eszközölt módosítások miatt a történetvezetés kuszább lett. Welles javaslatokat is tett a stúdiónak annak érdekében, hogy a film újra “működőképes” legyen. A stúdió lesöpörte az asztalról Welles javaslatait és 1958 elején a Keller-féle változat került a mozikba. Welles eredeti változata elveszett és soha többé nem került elő. Az 58 oldalas memorandum is elveszett, amire később Charlton Heston birtokán találtak rá. A levél a film 1998-as újravágása során felbecsülhetetlen anyagnak bizonyult.

### 1976-os változat

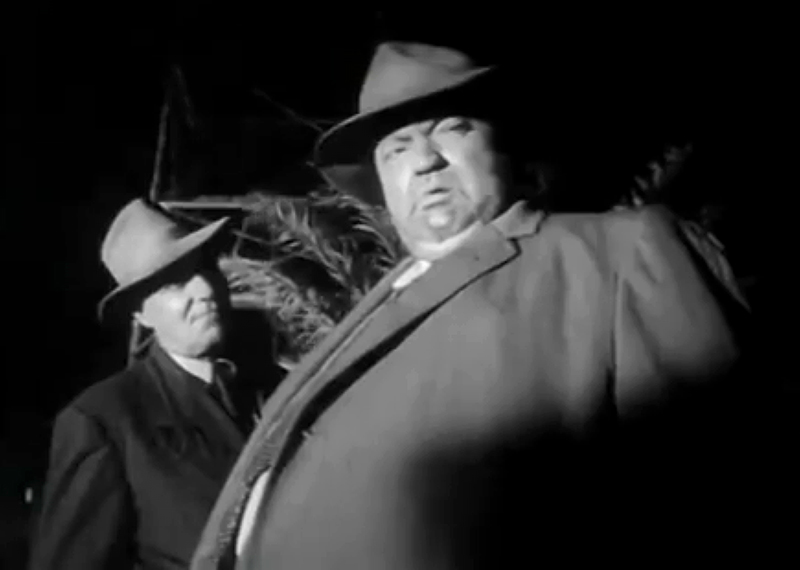
Menzies (Joseph Calleia) és Quinlan (Orson Welles)

Az Universal a hetvenes évek közepén a saját archívumában talált rá A gonosz érintése 108 perces változatára. Ez egy nyersváltozat volt, mely már a Keller által leforgatott jelenetekkel volt kiegészítve. Ezt a változatot játszották le a próbavetítéseken, amiből a tesztközönség visszajelzései alapján 15 percnyi jelenetet kivágtak: így született meg az a 93 perces változat, amit 1958-ban a moziban bemutattak.
A stúdió 1976-ban, kihasználva Welles munkásságát övező érdeklődést, először moziban mutatta be ezt a változatot, majd videón is kiadták. A stúdió úgy hirdette meg a bemutatót, hogy a nagyközönség végre láthatja a „teljes, vágatlan és felújított” alkotást, miközben szó sem volt a film felújításáról és a Keller-féle újravágott verzió se tekinthető az eredeti, vágatlan Welles művészi elképzeléseit tükröző filmnek.

### 1998-os változat
1998-ban Walter Murch vágó összegyűjtötte A gonosz érintésének minden rendelkezésre álló anyagát és Welles levele, valamint feljegyzései alapján újravágta a filmet. Az Universal részéről Bob O'Neil és Bill Varney segítették a film restaurálását. A projekt anyagi támogatását Rick Schmidlin biztosította. Mivel Welles eredeti változata elveszett, igazi rendezői változat elkészítése nem volt lehetséges. Ennek ellenére Murch egyedülálló helyzetben volt, hiszen nemcsak Welles felvételei és a Keller által forgatott új jelenetek anyaga, hanem még Welles levele, javaslatai is rendelkezésre álltak. Murch felhasználta a Welles által forgatott jelenetek és snittek nagy részét, Keller felvételeiből csak néhányat tartott meg, melyekkel Welles is egyetértett, vagy melyekkel helyettesíteni tudta az elveszett Welles-féle jeleneteket. Az egyik lényegi változás a nyitójelenetet érintette: lekerült a stáblista és Henry Mancini kísérőzenéje is. Murch újravágta Janet Leigh jeleneteinek nagy részét is és kivágta a Keller által forgatott szállodai jelenetet.
Az újravágott alkotást az 1998-as cannes-i filmfesztiválon tervezték bemutatni, azonban a bemutató a rendező lányának, Beatrice Welles-nek a tiltakozása miatt meghiúsult.

## Kritikai visszhang

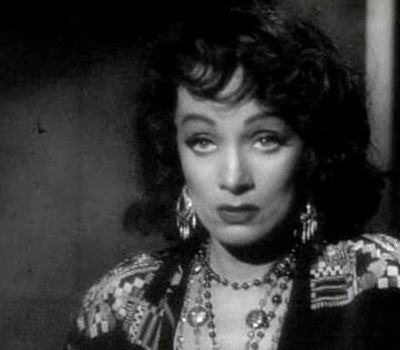
Tana (Marlene Dietrich)

Howard Thompson 1958 májusában a The New York Times-ban megjelent kritikájában zavarosnak és kuszának tartotta a történetet, de dicsérte Welles feszültségteremtését, a színészi játékot és az operatőr, Russell Metty által teremtett sötét képi világot.
A Variety az 1958-as változatról írt kritikája szerint Welles egy briliáns filmet próbált készíteni, de a rendezés több helyen is megbicsaklott. A forgatókönyv hiányosságai és Henry Mancini zavaró filmzenéje mellett dicsérik a lenyűgöző operatőri munkát.
A gonosz érintése 1998-ban bemutatott újravágott verziója a Variety kritikusa szerint nem egy új film: kevés helyen tér el a korábbi két filmváltozattól, de mégis „különbözik attól, amit eddig láttunk” és a nagyközönség új élménnyel fog gazdagodni. Kiemelik, hogy az Universal számára a film újrabemutatása ironikus módon az a saját negyven évvel ezelőtt elkövetett hibáinak beismerése is egyben.
A Filmvilágban Horváth Antal Balázs abban látja a film erejét és nagyságát, hogy sokadszorra látva is „szinte elmerülünk a töretlenül friss rendezés teljességében. Lázas, bizarr, ámulatba ejtő – a film bármelyik létező változatában alapos lecke a tömegfilm mai állapotához szokott nézőnek.”

## Hatása
Alfred Hitchcockot lenyűgözte Welles alkotása. Következő filmjében, a Psychóban (1960) A gonosz érintésének több motívuma is visszaköszön. A képi világ megteremtéséhez az akkoriban már szinte csak a kis költségvetésű filmekre jellemző módon ő is fekete-fehér nyersanyagot használt. Bár a film nyitójelenete több vágással készült, mégis Welles lenyűgöző snittjét idézően emlékezetes. A főszerepre szintén Janet Leigh-t kérte fel, aki egy a kétségbeesett, védtelen hölgyet formál meg, akit egy kietlen szállodában egy félénk és zavart recepciós fogad.
Curtis Hanson is a filmből merített ihletett Szigorúan bizalmas (1997) című filmjének forgatása során. Frank Miller szerint a Sin City – A bűn városa (2005) című film sötét komor hangulatát kifejezetten A gonosz érintése ihlette.

## Díjak, jelölések
Brüsszeli világkiállítás (1958)
- díj: a kiállítás nagydíja

Los Angeles Film Critics Association Awards (1998)
- díj: különdíj (A film restaurálását végző csapat részére)

National Society of Film Critics Awards, USA (1999)
- díj: különdíj (Walter Murch,  Rick Schmidlin, Bob O'Neil, Jonathan Rosenbaum)

New York Film Critics Circle Awards (1998)
- díj: különdíj (Rick Schmidlin – Az újravágott változatért)

Online Film & Television Association (2008)
- díj: OFTA Film Hall of Fame Motion Picture

Satellite Awards (2008)
- jelölés: Best Classic DVD 50th Anniversary Edition

Society of Camera Operators (1999)
- díj: Historical Shot Philip H. Lathrop